# Listă de filme australiene din 2008
Aceasta este o listă de filme australiene din 2008:

## Lista
| Titlu                                                        | Regizor                        | Actori                                                | Gen                            | Note                                                                   |
| ------------------------------------------------------------ | ------------------------------ | ----------------------------------------------------- | ------------------------------ | ---------------------------------------------------------------------- |
| $9.99                                                        | Tatia Rosenthal                | Geoffrey Rush, Joel Edgerton, Samuel Johnson          | Animație                       | IMDb                                                                   |
| Acolytes                                                     | Jon Hewitt                     | Joel Edgerton, Belinda McClory                        | Thriller                       | IMDb                                                                   |
| Actingclassof1977.com                                        | Sally McKenzie                 | Mel Gibson, Steve Bisley, Annie Byron, Sally McKenzie | film documentar                | Site-ul oficial Arhivat în 11 august 2011, la Wayback Machine., IMDb   |
| Australia                                                    | Baz Luhrmann                   | Hugh Jackman, Nicole Kidman                           | Adventure, romantic dramatic   | IMDb                                                                   |
| Bitter & Twisted                                             | Christopher Weekes             | Noni Hazlehurst, Steve Rodgers                        | dramatic                       | IMDb                                                                   |
| The Black Balloon                                            | Elissa Down                    | Rhys Wakefield, Luke Ford, Toni Collette              | Drama                          | Site-ul oficial, IMDb, AACTA Arăzboid for Best Film                    |
| Broken Sun                                                   | Brad Haynes                    | Jai Koutrae, Shingo Usami                             | război                         | Site-ul oficial Arhivat în 18 iulie 2008, la Wayback Machine., IMDb    |
| The Burning Season                                           | Cathy Henkel                   | Lone Drøscher Nielsen, Dorjee Sun                     | film documentar                | Site-ul oficial, IMDb                                                  |
| Cactus                                                       | Jasmine Yuen Carrucan          | Travis McMahon, David Lyons, Bryan Brown              | Drama                          | IMDb                                                                   |
| Crooked Business                                             | Chris Nyst                     | Teo Gebert, Firass Dirani, Brad McMurray              | comedie                        | IMDb                                                                   |
| Dying Breed                                                  | Jody Dywer                     | Nathan Phillips, Leigh Whannell, Mirrah Foulkes       | film de groază                 | IMDb                                                                   |
| Gentle Persuasion                                            | Burleigh Smith                 | Burleigh Smith, Sarah Louella                         | comedie, Drama                 | IMDb                                                                   |
| Good Luck with That                                          | Igor Smiljevic                 | Igor Smiljevic, Louise Smiljevic                      | film de acțiune                | IMDb                                                                   |
| Hey, Hey, It's Esther Blueburger                             | Cathy Randall                  | Danielle Catanzariti, Keisha Castle-Hughes            | comedie drama                  | Site-ul oficial Arhivat în 20 iulie 2009, la Wayback Machine., IMDb    |
| Hodads                                                       | Brett Nichols                  | David Field, Tony Martin                              | comedie                        | Site-ul oficial Arhivat în 28 mai 2008, la Wayback Machine., IMDb      |
| The Horseman                                                 | Steven Kastrissios             | Peter Marshall, Caroline Marohasy                     | Thriller                       | Site-ul oficial Arhivat în 20 august 2008, la Wayback Machine., IMDb   |
| I Know How Many Runs You Scored Last Summer                  | Stacey Edmonds, Doug Turner    | Jai Koutrae                                           | film de comedie/film de groază | IMDb                                                                   |
| Katusha                                                      | Igor Grabovsky                 | Peter Haleluka, Sarah Chalmers                        | război                         |                                                                        |
| The Life o'Simon                                             | Rupert Owen, Travis Sutherland |                                                       | Thriller                       | IMDb                                                                   |
| Lionel                                                       | Eddie Martin                   | Lionel Rose                                           | film documentar                |                                                                        |
| Men's Group                                                  | Michael Joy                    | Grant Dodwell, Don Reid                               | Drama                          | Site-ul oficial Arhivat în 4 aprilie 2012, la Wayback Machine., IMDb   |
| Monkey Puzzle                                                | Mark Forstmann                 | Ben Geurens, Ryan Johnson                             | Drama                          | IMDb                                                                   |
| Newcastle                                                    | Dan Castle                     | Ben Geurens, Ryan Johnson                             | Drama                          | Site-ul oficial, IMDb                                                  |
| No Through Road                                              | Sam Barrett                    | James Helm, Megan Palinkas                            | Thriller                       | Site-ul oficial Arhivat în 3 mai 2009, la Wayback Machine.             |
| Not Quite Hollywood: The Wild, Untold Story of Ozploitation! | Mark Hartley                   | Quentin Tarantino, Dennis Hopper                      | film documentar                | IMDb                                                                   |
| Offing David                                                 | Jeff Bays                      |                                                       | comedie / Mystery              | IMDb                                                                   |
| The Plex                                                     | Tim Boyle                      | Matt Doran, Jason Crewes                              | comedie                        | IMDb                                                                   |
| Punishment                                                   | Danny Matier                   | Nicholas Bishop, Roxane Wilson                        | Thriller                       | Site-ul oficial Arhivat în 4 octombrie 2008, la Wayback Machine., IMDb |
| Rats and Cats                                                | Tony Rogers                    | Jason Gann, Adam Zrăzboi                              | comedie Drama                  | IMDb                                                                   |
| Salute                                                       | Matt Norman                    | Peter Norman, Tommie Smith                            | film documentar                | IMDb                                                                   |
| Son of a Lion                                                | Benjamin Gilmour               | Sher Alam Miskeen Ustad, Niaz Shinrăzboii             | Drama                          | Site-ul oficial, IMDb                                                  |
| The Square                                                   | Nash Edgerton                  | David Roberts, Claire van der Boom                    | Thriller                       | Site-ul oficial IMDb                                                   |
| The Tender Hook                                              | Jonathan Ogilvie               | Rose Byrne, Hugo Weaving                              | Drama                          | IMDb                                                                   |
| Ten Empty                                                    | Anthony Hayes                  | Daniel Frederiksen, Geoff Morrell                     | Drama                          | IMDb                                                                   |
| Three Blind Mice                                             | Matthew Newton                 | Matthew Newton, Ewen Leslie, Toby Schmitz             | comedie                        | IMDb                                                                   |
| Unfinished Sky                                               | Peter Duncan                   | William McInnes, Monic Hendrickx                      | Drama                          | IMDb                                                                   |
| The View from Greenhaven                                     | Kenn and Simon MacRae          | Wendy Hughes, Chris Haywood                           | Drama                          | IMDb                                                                   |
| WhaleDreamers                                                | Kim Kindersly                  | Jack Thompson, Julian Lennon                          | film documentar                | Site-ul oficial Arhivat în 21 noiembrie 2008, la Wayback Machine.      |
| Whatever Happened To Brenda Hean?                            | Scott Millwood                 |                                                       | film documentar                |                                                                        |